# Bohal
Bohal település Franciaországban, Morbihan megyében. Lakosainak száma 862 fő (2022. január 1.). Bohal Saint-Marcel, Pleucadeuc, Molac, Saint-Guyomard és Sérent községekkel határos.

## Népesség
A település népességének változása:
| Lakosok száma | 360  | 344  | 457  | 697  | 794  | 802  | 830  | 855  | 852  | 862  |
|               | 1968 | 1982 | 1990 | 2006 | 2013 | 2015 | 2017 | 2019 | 2020 | 2022 |